# 김수안 (1962년)
김수안(1962년 5월 27일~)은 대한민국의 연극배우, 탤런트, 영화배우이다. 1981년 연극배우로 데뷔하였다. 1991년 뮤지컬 배우, 1992년 영화배우 활동도 시작하였다. 1992년에는 SBS 서울방송 공채 2기 탤런트가 되었지만 본인(김수안) 외에도 이승형 유진희(본명 박진희)를 비롯한 SBS 공채 탤런트 2기 출신 절반이 대부분의 공채 탤런트들과 마찬가지로 과거 연극 영화 CF 모델 등으로 활동한 경력이 있었던(TV 연속극에 고정출연- 단막극 또는 단역 연기로 브라운관에 비친 것 포함) 탓인지  참신성에서 'F학점'을 받기도 했다.

## 경력
- 1992 SBS 탤런트 공채 2기

## 출연작

### 드라마
- 1992 SBS 《비련초》
- 1993 SBS 《결혼》
- 1994 SBS 《세 남자 세 여자》
- 1994 SBS 《좋은걸 어떡해》
- 1995 SBS 《사랑의 찬가》
- 1995 SBS 《해빙》

### 영화
- 1992 《자전거를 타고 온 연인》
- 1992 《숲속의 방》
- 1994 《계약커플》
- 1994 《그리움엔 이유가 없다》
- 1994 《라이 따이한》

### 광고
- 1993 아모레퍼시픽 미래파

1. ↑  “SBS 제2기 탤런트 탄생” (PDF). SBS. 1992년 4월 9일. 70면. 2024년 10월 5일에 확인함.
2. ↑  “SBS 제2기 탤런트 탄생” (PDF). SBS. 1992년 4월 9일. 71면. 2024년 10월 5일에 확인함.
3. ↑  “인터뷰 "발랄한 役에 매력 느껴요"”. 문화일보. 1992년 2월 7일. 2024년 10월 5일에 확인함.
4. ↑  연합 (1990년 5월 26일). “신인 탤런트 대거 등장”. 연합뉴스. 2024년 10월 4일에 확인함.